# Záhor
Záhor (maďarsky Zahar) je obec v okrese Sobrance na krajním východě Slovenska.

## Geografie
Obec se nachází na východě Východoslovenské nížiny, nedaleko pravého břehu řeky Uh na ukrajinské hranici. Centrum obce je vzdáleno asi sedm kilometrů (vzdušnou čarou) nebo 15 kilometrů (po silnici) od Užhorodu na Ukrajině a 17 kilometrů (po silnici) od Sobranců.
V blízkosti obce je na slovenské dálnici D1 plánován dálniční hraniční přechod Záhor-Užhorod,

### Neoficiální části obce
Nižny koniec, Novy valal, Stary valal, Taňa, Vyšny koniec a Žarov

## Historie
Záhor je poprvé písemně zmíněn v roce 1326 jako Monhgat, současný název se objevuje v roce 1414 v listině z opatství Leles jako Mongath alio nomine Zahar. V roce 1427 je v daňovém rejstříku zapsáno více než 12 port. Obec byla součástí panství Pavlovce. V roce 1567 zde stálo 44 poddanských domů, ale v 17. a 18. století obec upadala, především kvůli útěku obyvatelstva. Počátkem 19. století zde byl postaven reformovaný kostel v klasicistním stylu. V roce 1828 zde bylo 69 domů a 642 obyvatel, kteří byli zaměstnáni převážně zemědělstvím. V roce 1852 byl ve městě cukrovar.
Do roku 1918 obec patřila do Užské župy, resp. Užhorodské stolice, v Uhersku, a poté přešlo do nově vzniklého Československa. V letech 1939-1944 byla obec součástí Maďarska.